# Camillo Cybo
Camillo Cybo-Malaspina (Massa, 25 aprile 1681 – Roma, 12 gennaio 1743) è stato un cardinale italiano.

## Biografia

### I primi anni
Camillo Cybo nacque il 25 aprile 1681 a Massa, sesto degli undici figli di Carlo II Cybo-Malaspina, duca di Massa, principe di Carrara e imparentato con papa Innocenzo VIII, e di sua moglie Teresa Pamphilj, pronipote di papa Innocenzo X e sorella del cardinale Benedetto Pamphilj.
Trasferitosi in giovane età a Roma per gli studi ecclesiastici, studiò all'Università La Sapienza ove ottenne il dottorato utroque iure il 13 settembre 1702 per poi venire ordinato sacerdote il 5 luglio 1705. Presidente della Camera Apostolica dall'8 dicembre 1705, divenne chierico di quella stessa Camera e presidente degli Archivi dal 6 agosto 1707. Ottenuto il titolo di duca di Ferentillo e Ajello e barone di Paduli, il 2 dicembre 1715 divenne presidente delle Acque e delle Ripe rimanendo in carica sino al 1730. Dal 27 aprile 1717 divenne presidente della Grascia (ramo della burocrazia romana che amministrava l'approvvigionamento di carni, grassi e olio) e uditore generale della Camera Apostolica dal 29 gennaio 1718. Fu in questo periodo che fece costruire per sé stesso una villa di campagna presso Castel Gandolfo che venne successivamente acquisita dalla Camera Apostolica.

### Disaccordi con la curia romana e l'esilio volontario
Eletto patriarca titolare di Costantinopoli dall'11 febbraio 1718 il 24 febbraio di quello stesso anno venne consacrato vescovo a Roma per mano del cardinale Fabrizio Paolucci. Assistente al Trono Pontificio dal 2 marzo 1718, iniziò da questo momento un periodo difficile per il cardinale che lo vide in netta discordanza con la Camera Apostolica ove non riusciva a istituire alcuna riforma innovativa e decise pertanto di rassegnare le proprie dimissioni ritirandosi nell'Eremo delle Grazie presso Spoleto nel 1723. Richiamato a Roma da papa Benedetto XIII, venne nominato prefetto del Palazzo Apostolico il 6 luglio 1725 pur rimanendo in lotta coi principali tribunali romani ed in particolare col cardinale Niccolò Coscia il quale pretendeva di intervenire nei suoi affari privati per incrementare le spese del Palazzo Apostolico a proprio vantaggio. Nel 1726 venne considerato definitivamente il successore del cardinale Paolucci quale Segretario di Stato, ma la sua manifesta opposizione all'apparato amministrativo pontificio lo portò ad essere scavalcato dal cardinale Niccolò Maria Lercari che venne appunto nominato a tale incarico al suo posto.

### Il cardinalato
Creato cardinale presbitero nel concistorio del 24 marzo 1729, ricevette la berretta cardinalizia ed il titolo di Santo Stefano al Monte Celio il 28 marzo di quello stesso anno, prendendo poi parte nel 1730 al conclave che elesse a pontefice Clemente XII. Gran Priore del Sovrano Militare Ordine di Malta a Roma dall'ottobre 1730 al giugno 1731, decise da quel momento di ritirarsi a vita privata e solitaria nell'eremo di Castellone presso Gaeta. Malgrado la sua lontananza da gran parte della vita pubblica, ebbe in questo periodo numerose discussioni col fratello, il duca di Massa, circa la successione a quel titolo. L'8 gennaio 1731 optò per il titolo di Santa Maria del Popolo e partecipò al conclave del 1740 che elesse papa Benedetto XIV. Il 20 dicembre 1741 optò per il titolo di Santa Maria degli Angeli alle Terme.

### La morte
Il 12 gennaio 1743 alle 10:30 Camillo Cybo morì a Roma nel suo palazzotto in piazza Quattro Fontane per un attacco di podagra. La salma venne esposta quindi nella chiesa dei Santi XII Apostoli dove il 14 febbraio 1743 ricevette la visita del Papa; trasferito il corpo alla chiesa di Santa Maria degli Angeli alle Terme nel pomeriggio di quello stesso 14 febbraio, venne sepolto nella cappella Cybo nella stessa chiesa che egli aveva predisposto nella costruzione nel 1742, presso la sacrestia. La cappella è dotata ancora oggi di un altare per le celebrazioni con una lampada votiva che arde giorno e notte sulla sua tomba come sua specifica volontà testamentaria.

## Genealogia episcopale e successione apostolica
La genealogia episcopale è:
- Cardinale Scipione Rebiba
- Cardinale Giulio Antonio Santori
- Cardinale Girolamo Bernerio, O.P.
- Arcivescovo Galeazzo Sanvitale
- Cardinale Ludovico Ludovisi
- Cardinale Luigi Caetani
- Cardinale Ulderico Carpegna
- Cardinale Paluzzo Paluzzi Altieri degli Albertoni
- Cardinale Gaspare Carpegna
- Cardinale Fabrizio Paolucci
- Cardinale Camillo Cybo

La successione apostolica è:
- Vescovo Giovanni Francesco Maria Tenderini (1718)
- Vescovo Raffaele Tosti (1719)
- Vescovo Salvatore di Aloisio (1719)
- Vescovo Francesco Riccardo Ferniani (1731)
- Vescovo Giacinto Verdesca (1733)

## Ascendenza
|                             |                    |                                    | Genitori                               |  |  | Nonni |  |  | Bisnonni               |  |  | Trisnonni               |  |
|                             |                    |                                    |                                        |  |  |       |  |  | Carlo I Cybo-Malaspina |  |  | Alderano Cybo-Malaspina |  |
|                             |                    |                                    |                                        |  |  |       |  |  | Carlo I Cybo-Malaspina |  |  | Alderano Cybo-Malaspina |  |
|                             |                    | Marfisa d'Este                     |                                        |  |  |       |  |  | Carlo I Cybo-Malaspina |  |  |                         |  |
| Alberico II Cybo-Malaspina  |                    |                                    |                                        |  |  |       |  |  | Carlo I Cybo-Malaspina |  |  |                         |  |
|                             |                    | Brigida Spinola, patrizia genovese | Giannettino Spinola, patrizio genovese |  |  |       |  |  |                        |  |  |                         |  |
|                             |                    | Brigida Spinola, patrizia genovese | Giannettino Spinola, patrizio genovese |  |  |       |  |  |                        |  |  |                         |  |
|                             |                    | Brigida Spinola, patrizia genovese | Diana De Mari, patrizia genovese       |  |  |       |  |  |                        |  |  |                         |  |
| Carlo II Cybo-Malaspina     |                    | Brigida Spinola, patrizia genovese |                                        |  |  |       |  |  |                        |  |  |                         |  |
|                             |                    | Alessandro I Pico della Mirandola  | Ludovico II Pico della Mirandola       |  |  |       |  |  |                        |  |  |                         |  |
|                             |                    | Alessandro I Pico della Mirandola  | Ludovico II Pico della Mirandola       |  |  |       |  |  |                        |  |  |                         |  |
|                             |                    | Alessandro I Pico della Mirandola  | Fulvia da Correggio                    |  |  |       |  |  |                        |  |  |                         |  |
| Fulvia Pico della Mirandola |                    | Alessandro I Pico della Mirandola  |                                        |  |  |       |  |  |                        |  |  |                         |  |
|                             |                    | Laura d'Este                       | Cesare d'Este                          |  |  |       |  |  |                        |  |  |                         |  |
|                             |                    | Laura d'Este                       | Cesare d'Este                          |  |  |       |  |  |                        |  |  |                         |  |
|                             |                    | Laura d'Este                       | Virginia de' Medici                    |  |  |       |  |  |                        |  |  |                         |  |
| Camillo Cybo-Malaspina      |                    | Laura d'Este                       |                                        |  |  |       |  |  |                        |  |  |                         |  |
|                             | Pamphilio Pamphili | Camillo Pamfili                    |                                        |  |  |       |  |  |                        |  |  |                         |  |
|                             | Pamphilio Pamphili | Camillo Pamfili                    |                                        |  |  |       |  |  |                        |  |  |                         |  |
|                             | Pamphilio Pamphili | Flaminia Cancellieri del Bufalo    |                                        |  |  |       |  |  |                        |  |  |                         |  |
| Cardinale Camillo Pamphili  | Pamphilio Pamphili |                                    |                                        |  |  |       |  |  |                        |  |  |                         |  |
|                             |                    | Olimpia Maidalchini                | Sforza Maidalchini                     |  |  |       |  |  |                        |  |  |                         |  |
|                             |                    | Olimpia Maidalchini                | Sforza Maidalchini                     |  |  |       |  |  |                        |  |  |                         |  |
|                             |                    | Olimpia Maidalchini                | Vittoria Gualtiero                     |  |  |       |  |  |                        |  |  |                         |  |
| Teresa Pamphili             |                    | Olimpia Maidalchini                |                                        |  |  |       |  |  |                        |  |  |                         |  |
|                             |                    | Giorgio Aldobrandini               | Gianfrancesco Aldobrandini             |  |  |       |  |  |                        |  |  |                         |  |
|                             |                    | Giorgio Aldobrandini               | Gianfrancesco Aldobrandini             |  |  |       |  |  |                        |  |  |                         |  |
|                             |                    | Giorgio Aldobrandini               | Margherita del Corno                   |  |  |       |  |  |                        |  |  |                         |  |
| Olimpia Aldobrandini        |                    | Giorgio Aldobrandini               |                                        |  |  |       |  |  |                        |  |  |                         |  |
|                             |                    | Ippolita Ludovisi                  | Orazio Ludovisi                        |  |  |       |  |  |                        |  |  |                         |  |
|                             |                    | Ippolita Ludovisi                  | Orazio Ludovisi                        |  |  |       |  |  |                        |  |  |                         |  |
|                             |                    | Ippolita Ludovisi                  | Lavinia Albergati                      |  |  |       |  |  |                        |  |  |                         |  |
|                             |                    | Ippolita Ludovisi                  |                                        |  |  |       |  |  |                        |  |  |                         |  |